# Angel Beats!
Angel Beats! (яп. エンジェル ビーツ! Енджеру Біїцу!, укр. Янгольські ритми!) — мультімедійний проєкт, що складається з аніме-серіалу, манґи, йонкоми і новели. Історія була вигадана Джюном Маедою, який також написав сценарій, дизайн персонажів розроблений Na-Ga. Маеду і Na-Ga поєднує робота у студії Key, що виробляє візуальні новели.
13-и серійне аніме від режисера Сейджі Кіші, прем'єра якого відбулась на телеканалі CBC 3 квітня 2009 року, виступає основним і пріорітетним видом подання сюжетного матеріалу.
Дві манґи публікуються в журналі «Dengeki G's Magazine»: перша, йонкома «Angel Beats! The 4-koma: Our War Front March Song» ілюстрована Харукою Комовата — з грудня 2009 року; друга, «Angel Beats! Heaven's Door», намальована Юріко Асамі — з травня 2010. У цьому ж журналі з листопада 2009 по травень 2010 була опублікована низка написаних Маедою та ілюстрованих GotoP коротких історій.

## Світ
Події Angel Beats! в основному відбуваються у будівлі старшої школи, що знаходиться у світі життя після смерті. Школярі навчаються в ній, щоб позбутися від усіх зайвих спогадів, які у них лишились з попереднього життя. Мешканці цього світу відчувають біль та інші відчуття, але тут їх неможливо вбити — через невеликий проміжок часу вони оживають абсолютно неушкодженими.
Історія розгортається навколо головного героя — Юзуру Отонаші, який не зберіг свої спогади з попереднього життя. Прокинувшись у цьому світі, він зустрічає дівчину на ім'я Юрі, яка пропонує йому приєднатись до SSS (яп. 死んだ世界戦線, Shinda Sekai Sensen — «Фронт потойбічного життя») — заснованої нею організації, що хоче помститися богу за несправедливі життєві долі її учасників. Єдиним їх ворогом у цьому світі виступає президент шкільної ради, Янгол, що володіє надприродними здібностями і воює з SSS. Юрі вірить, що кожен, хто слідує настановам янгола і поводиться як нормальний школяр, зникне.
Решта школярів, не рахуючи SSS і янгола, — це NPC (англ. Non-Player Character, неігровий персонаж), ляльки, що не наділені справжньою душею і свідомістю, а діють як запрограмовані персонажі за правилами цього світу.
У складі SSS є два допоміжних підрозділи, що допомагають у операціях проти Янгола. Перший — це «Girls Dead Monster», музична група з чотирьох дівчат, метою якої є відволікання уваги від інших заходів SSS. Інший — це Гільдія, яка розташована глибоко під землею, що виробляє зброю, необхідну SSS для боротьби з Янголом. Гільдія користуючись спогадами з попереднього життя, виготовляє зброю з землі.
Янгол використовує подібні можливості створення для розробки своїх надприродних здібностей — «охоронних навичок», за допомогою комп'ютерної програми «Angel Player». Найчастіше вона використовує «звукове лезо» — клинок з одного або двох передплічь, що може приймати п'ять різних форм. Вона володіє й іншими навичками: «деформація» — невидимий бар'єр, що відбиває кулі, або інші об'єкти; «затримка», що створює хибне відображення для дезорієнтації ворогів; «гармонія» — створює з себе клона. Ці активні навички активуються сказанням їх назв, а решта пасивних навичок, які, наприклад, збільшують її силу і швидкість, завжди ввімкнені.

## Сюжет
SSS пробирається у Гільдію за зброєю. Після того, як Янгол дізналась про її місцерозташування, Гільдію підривають, а її члени повертаються на попереднє місцерозташування Гільдії, про яке Янгол не знає. Отонаші почав звикати до життя у цьому світі. Після сольного виступу, Івасава, лідер «Girls Dead Monster», зникла просто зі сцени. SSS з'ясувало, що справжнє ім'я Янгола — Тачібана Канаде. Провівши операцію з підміни аркушів її контрольної роботи, SSS досягло зміщення Канаде з посади президента шкільної ради і її місце посів віце-президент Наоі.
Наоі нападає на SSS, використовуючи гіпноз для контролю над NPC. Отонаші вдається зупинити Наоі, зрозумівши його, і Наоі в подальшому приєднується до SSS. За допомогою гіпнозу Наоі, Отонаші вдається повернути свої втрачені спогади з попереднього життя.
Після того як Канаде стала звичайною школяркою, Отонаші подружився з нею і запросив приєднатись до SSS. Перед цим, під час одного з боїв, Канаде використала свою навичку клонування, створивши жорстокого червоноокого Янгола. Клони почали самокопіювання, але після того як Юрі переписала програму у «Angel Player», вони стали поглинатись назад у Канаде. Канаде за допомоги Отонаші змогла зберегти свою особистість серед сотень поглинутих особистостей жорстоких клонів.
Канаде було поновлено на посаді президента шкільної ради. Згадавши своє минуле, Отонаші почав співпрацювати з Канаде щоб допомогти усім членам SSS отримати душевний спокій і залишити цей світ. Задля цієї мети Отонаші допомагає Юі зі здійсненням усіх її нереалізованих бажань, а Хіната погоджується з нею одружитись. Члени SSS допомагають одне одному залишити цей світ.
Раптом на SSS нападають незрозумілі тіні. Після того, як одна з них поглинула Такамацу, він перетворився на NPC. Юрі помічає, що на тіні перетворюються NPC. За допомоги інших, Юрі зустрічає хлопця, який розповідає їй, що він був запрограмований активувати програму тіней коли у цьому світі буде помічено любов. Її програміст перетворив себе на NPC задовго до цього. Юрі знищує комп'ютери, обслуговуючі цю програму. Через три дні у цьому світі лишились тільки Отонаші, Юрі, Канаде, Хіната і Наоі. Вони проводять випускну церемонію, на якій дякують одне одному за підтримку. Після того як Юрі, Хіната і Наоі пішли, Отонаші дізнається, що Канаде шкодувала про неможливість подякувати Отонаші за серце, яке їй було пересаджено після смерті Отонаші. Отонаші у розпачі після того, як Канаде дякує йому і йде, оскільки він був у неї закоханий і пропонував лишитись з ним, але невдовзі і він залишає цей світ.
В кінці реінкарнований Отонаші зустрічає Канаде у реальному світі.
Існує альтернативна кінцівка серіалу: Отонаші залишається в потойбічному світі, допомагаючи людям, що з'являються в ньому після смерті усвідомити їх нереалізовані бажання й рухатись далі.       

## Персонажі

Персонажі Angel Beats ! (дліва напро): Ігати Секіне, Такамацу, Мацушіта, TK, Ная оі, Оташі, Юрі, Янгол (Канаде), Нода, Хіната, Юі, Ояма, Фуджімакі, Івасава, Хісако, Такеяма, Шіна, Юса.

У Angel Beats! близько 20 індивідуалізованих персонажів. Майже усі вони лишаються незмінними і стабільно з'являються на екрані з першої до останньої серії. Ледь не усі з індивідуалізованих дійових осіб Янгольських ритмів! входить до складу SSS, до складу якого входять учасниці групи «Girls Dead Monster» і члени гільдії. Головним героєм можна вважати Отонаші Юзуру (яп. 音無 結弦), сюжетна лінія аніме розгортається з моменту його появи у зображуваному світі. Отонаші втратив свої спогади з колишнього життя і лише засвоюється в цьому. Також до головних героїв можна віднести Юрі Накамуру (яп. 仲村 ゆり) і Янгола (яп. 天使). Юрі — беззаперечний лідер SSS, організації, заснованої нею для боротьби з богом, учасниця всіх заходів SSS. Янгол — президент шкільної ради, що зобов'язує її вимагати припинення порушень правил та інших деструктивних дій від SSS. Між SSS під керівництвом Юрі та Янголом відбуваються постійні сутички.

## Аніме
| 1 | Відхід «Departure»                               | 03.04.2010 |
| Отонаші прокидається у світі життя після смерті.                                                     |                                                  |            |
| 2 | Гільдія «Guild»                                  | 10.04.2010 |
| Юрі вирішує відвідати гільдію для поповнення запасів зброї.                                          |                                                  |            |
| 3 | Моя пісня «My Song»                              | 17.04.2010 |
| Відволікши Янгола виступом «Girls Dead Monster», Юрі хоче проникнути у її комп'ютер.                 |                                                  |            |
| 4 | День гри «Day Game»                              | 24.04.2010 |
| Команда SSS бере участь у шкільному турнірі з бейсболу.                                              |                                                  |            |
| 5 | Улюблений смак «Favorite Flavor»                 | 01.05.2010 |
| SSS підміняє аркуші контрольних робіт Янгола і досягає її зміщення з поста президента шкільної ради. |                                                  |            |
| 6 | Родинна справа «Family Affair»                   | 08.05.2010 |
| Новообраний президент Наоі жорстко протистоїть діяльності SSS.                                       |                                                  |            |
| 7 | Живий «Alive»                                    | 15.05.2010 |
| Отонаші згадує епізоди свого попереднього життя, SSS йде рибалити.                                   |                                                  |            |
| 8 | Танцююча в темряві «Dancer in the Dark»          | 22.05.2010 |
| Навичкою клонування Канаде було створено багато її жорстоких копій.                                  |                                                  |            |
| 9 | У твоїй пам'яті «In Your Memory»                 | 29.05.2010 |
| Отонаші згадує події, що відбулись перед його смертю.                                                |                                                  |            |
| 10                                                                                                   | Дні прощання «Goodbye Days»                      | 05.06.2010 |
| Отонаші з Канаде згоджуються допомогти усім залишити цей світ.                                       |                                                  |            |
| 11                                                                                                   | Змінити світ «Change the World»                  | 12.06.2010 |
| На школу нападають незрозумілі тіні.                                                                 |                                                  |            |
| 12                                                                                                   | Достукатись до небес «Knocking On Heaven's Door» | 19.06.2010 |
| SSS протистоїть нападу, Юрі відправляється на пошуки творця тіней.                                   |                                                  |            |
| 13                                                                                                   | Випускний «Graduation»                           | 26.06.2010 |
| Заключний епізод серіалу.                                                                            |                                                  |            |